# Ida Vivado
Ida Vivado Orsini (30 août 1908– 23 octobre 1989) est une pianiste et compositrice chilienne.

## Biographie
Ida Vivado nait en le 30 août 1908 à Tacna, au Pérou,. Elle est diplômée du Conservatoire national de musique du Chili au piano en 1941 puis obtient un poste au sein du corps professoral du Conservatoire national. Elle poursuit ses études de composition avec Domingo Santa Cruz Wilson (en) et le dodécaphonisme avec Frè Focke. Elle reçoit une bourse pour étudier en Italie en 1958 où elle a pour professeur d'instrumentation Salvador Candianni.
Après avoir terminé ses études Vivado travaille comme compositrice. 
Elle a publié l'article Alberto Spikin dans Reviste Musical Chilena (avril-juin 1972).
Elle meurt le 23 octobre 1989 à Santiago.

## Œuvres
Elle s'est spécialisée dans les petites pièces à visée didactique.
- Estudios pour piano (1966)
- Ocho Trozos, piano à quatre mains (1974)
- Tres Poemsa y una Canzion pour voix et piano (1949)
- Tres Preludios y Tema con Variaciones pour piano (1952)
- Suite pour piano (1955)
- Seis Danzas Antiguas pour piano (1955)
- Picaresca pour voix et orchestre (1977)
- Série Alternadas pour piano (1986) [3]

## Enregistrements de ses œuvres
- Musique chilienne du XXe siècle, vol. 2 . Œuvres d'Ida Vivado, Juan Lemann Cazabon, Leni Alexander, Miguel Letelier, Luis Advis, Eduardo Caceres, Cirilo Vila, Andrew Mayor, Juan Coderch, Juan Amenábar Hernán Ramírez. Interprètes divers. Association nationale des compositeurs du Chili (ANC), SVR, CD audio (1998).